# CE Aimoré
CE Aimoré is een Braziliaanse voetbalclub uit São Leopoldo, in de staat Rio Grande do Sul.

## Geschiedenis
De club werd opgericht in 1936. De club speelde van de jaren zestig tot 1994, met korte onderbrekingen, voornamelijk in de hoogste klasse. Nadat de club enkele jaren een amateurclub was namen ze in 2006 opnieuw het profstatus aan. In 2014 slaagde de club er opnieuw in de promoveren naar de hoogste klasse en speelde hier drie seizoenen. Sinds 2019 is de club opnieuw vertegenwoordig in de hoogste klasse. 